# Uvulo-palato-pharyngoplastie

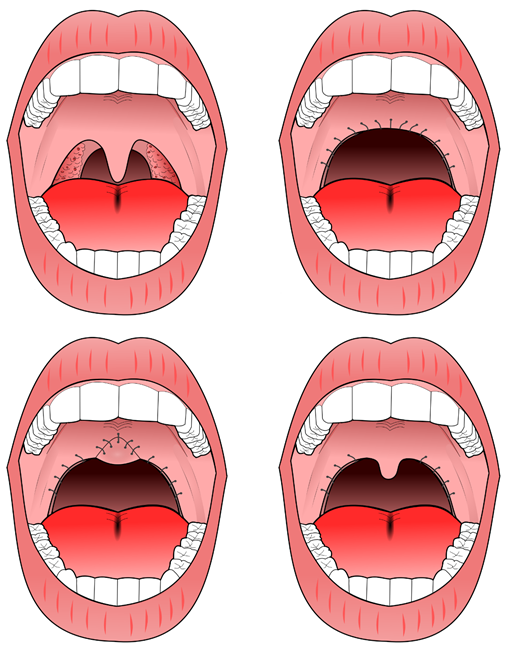
Uvulo-palato-pharyngoplastie. A) Pré-operatoire, B) UPPP originale, C) UPPP modifiée, et D) UPPP minimale.

L'uvulo-palato-pharyngoplastie (UVPP) ou pharyngotomie chirurgicale est une opération sous anesthésie générale. Elle réalise une résection de la luette et d'une partie du voile du palais et des amygdales permettant d'élargir l'espace au niveau de la gorge. Cette opération permet de diminuer les vibrations à l'origine du ronflement.
Elle peut également être utile en cas d'apnée du sommeil.